# 爐石戰記資料片
《爐石戰記》（英語：Hearthstone）是一款由暴雪娛樂於 2014 年發行的免費數位集換式卡牌遊戲，適用於 Microsoft Windows 和 macOS 電腦以及 iOS 和 Android 智慧型手機。

## 背景
玩家透過贏得比賽和完成任務來獲得遊戲幣和卡包，也可以使用現實世界的貨幣購買額外的卡包和外觀道具。遊戲廣受好評，並取得了巨大的商業成功，據 2017 年 8 月估計，其月收入接近 4000 萬美元。截至 2018 年 11 月，暴雪報告《爐石戰記》玩家已超過 1 億。 暴雪持續擴展遊戲內容，推出了多個擴充包、冒險內容和遊戲模式，為遊戲增添了新的卡牌和機制。

## 資料片清單
暴雪每年大概會推出三次的資料片（擴充包和冒險包）來擴展《爐石戰記》卡池。大多數的擴充包都會圍繞某個主題或玩法概念；擴充包發布後，玩家可以購買或贏取新的擴充包卡牌，來擴充或調整自己的牌組。
| 資料片列表 最後更新：2025-07-09 | 資料片列表 最後更新：2025-07-09 | 資料片列表 最後更新：2025-07-09                                                  | 資料片列表 最後更新：2025-07-09 | 資料片列表 最後更新：2025-07-09 | 資料片列表 最後更新：2025-07-09 | 資料片列表 最後更新：2025-07-09 | 資料片列表 最後更新：2025-07-09 | 資料片列表 最後更新：2025-07-09 | 資料片列表 最後更新：2025-07-09 | 資料片列表 最後更新：2025-07-09 |
| 年號                            | 卡牌系列                        | 卡牌系列                                                                         | 发布类型                        | 发布日期                        | 退环境日期                      | 共计                            | 卡牌稀有度                      | 卡牌稀有度                      | 卡牌稀有度                      | 卡牌稀有度                      |
| 年號                            | 中文                            | 原文（縮寫）                                                                     | 发布类型                        | 发布日期                        | 退环境日期                      | 共计                            | 普通                            | 稀有                            | 史诗                            | 传说                            |
| ------------------------------- | ------------------------------- | -------------------------------------------------------------------------------- | ------------------------------- | ------------------------------- | ------------------------------- | ------------------------------- | ------------------------------- | ------------------------------- | ------------------------------- | ------------------------------- |
| 無                              | 基本                            | Basic                                                                            | 核心                            | 2014年3月11日                   | 2021年3月30日                   | 143                             | 不適用                          | 不適用                          | 不適用                          | 不適用                          |
| 無                              | 经典                            | Classic                                                                          | 核心                            | 2014年3月11日                   | 2021年3月30日                   | 240                             | 94                              | 79                              | 36                              | 31                              |
| 無                              | 奖励                            | Reward                                                                           | 核心                            | 2014年3月11日                   | 2016年4月26日 2017年4月6日      | 4                               | 0                               | 0                               | 1                               | 3                               |
| 無                              | 榮譽殿堂                        | Hall of Fame (HoF)                                                               | 退役                            | 2017年4月6日                    | 2017年4月6日                    | 33                              | 7                               | 7                               | 6                               | 10                              |
| 無                              | 傳承                            | Legacy                                                                           | 退役                            | 2021年3月30日                   | 2021年3月30日                   | 467                             | 122                             | 114                             | 46                              | 52                              |
| 無                              | 《時光之穴》                    | Caverns of Time                                                                  | 退役                            | 2023年9月1日                    | 2023年9月1日                    | 147                             | 54                              | 45                              | 23                              | 25                              |
| 無                              | 活動                            | Event                                                                            | 贈禮                            | 2024年2月13日                   | 不適用                          | 5                               | 0                               | 0                               | 3                               | 2                               |
| 無                              | 《》                            | Curse of Naxxramas (Naxx)                                                        | 冒险模式                        | 2014年7月22日                   | 2016年4月26日                   | 30                              | 18                              | 4                               | 2                               | 6                               |
| 無                              | 《哥哥打地地》                  | Goblins vs. Gnomes (GvG)                                                         | 扩展包                          | 2014年12月8日                   | 2016年4月26日                   | 123                             | 40                              | 37                              | 26                              | 20                              |
| 無                              | 《勇闖黑石山》                  | Blackrock Mountain (BRM)                                                         | 冒险模式                        | 2015年4月2日                    | 2017年4月6日                    | 31                              | 15                              | 11                              | 0                               | 5                               |
| 無                              | 《銀白聯賽》                    | The Grand Tournament (TGT)                                                       | 擴展包                          | 2015年8月24日                   | 2017年4月6日                    | 132                             | 49                              | 36                              | 27                              | 20                              |
| 無                              | 《探险者协会》                  | League of Explorers (LOE)                                                        | 冒险模式                        | 2015年11月12日                  | 2017年4月6日                    | 45                              | 25                              | 13                              | 2                               | 5                               |
| 海怪年                          | 《古神碎碎念》                  | Whispers of the Old Gods (WOG)                                                   | 擴展包                          | 2016年4月26日                   | 2018年4月13日                   | 134                             | 50                              | 36                              | 27                              | 21                              |
| 海怪年                          | 《夜夜卡拉贊》                  | One Night in Karazhan (Kara, ONK)                                                | 冒险模式                        | 2016年8月11日                   | 2018年4月13日                   | 45                              | 27                              | 12                              | 1                               | 5                               |
| 海怪年                          | 《黑街英雄之加基森風雲》        | Mean Streets of Gadgetzan (MSG)                                                  | 擴展包                          | 2016年12月1日                   | 2018年4月13日                   | 132                             | 49                              | 36                              | 27                              | 20                              |
| 猛瑪年                          | 《安戈洛歷險記》                | Journey to Un'Goro (Un'goro, JUG)                                                | 擴展包                          | 2017年4月6日                    | 2019年4月10日                   | 135                             | 49                              | 36                              | 27                              | 23                              |
| 猛瑪年                          | 《冰封王座》                    | Knights of the Frozen Throne (KFT)                                               | 擴展包                          | 2017年8月10日                   | 2019年4月10日                   | 135                             | 49                              | 36                              | 27                              | 23                              |
| 猛瑪年                          | 《狗頭人與地下城》              | Kobolds & Catacombs (KnC)                                                        | 擴展包                          | 2017年12月7日                   | 2019年4月10日                   | 135                             | 49                              | 36                              | 27                              | 23                              |
| 烏鴉年                          | 《黑巫森林》                    | The Witchwood (WW)                                                               | 擴展包                          | 2018年4月13日                   | 2020年4月7日                    | 135                             | 49                              | 36                              | 27                              | 23                              |
| 烏鴉年                          | 《爆爆計畫》                    | The Boomsday Project (Boomsday, TBP)                                             | 擴展包                          | 2018年8月8日                    | 2020年4月7日                    | 135                             | 49                              | 36                              | 27                              | 23                              |
| 烏鴉年                          | 《拉斯塔哈大混戰》              | Rastakhan's Rumble (Rumble, RR)                                                  | 擴展包                          | 2018年12月5日                   | 2020年4月7日                    | 135                             | 49                              | 36                              | 27                              | 23                              |
| 巨龍年                          | 《反派大進擊》                  | Rise of Shadows (RoS)                                                            | 擴展包                          | 2019年4月10日                   | 2021年3月30日                   | 135                             | 49                              | 36                              | 27                              | 23                              |
| 巨龍年                          | 冒險篇章 《達拉然大劫案》       | The Dalaran Heist                                                                | 冒险模式                        | 2019年5月17日                   | 2021年3月30日                   | 0                               | 不適用                          | 不適用                          | 不適用                          | 不適用                          |
| 巨龍年                          | 《奧丹姆守護者》                | Saviors of Uldum (SoU)                                                           | 擴展包                          | 2019年8月7日                    | 2021年3月30日                   | 135                             | 49                              | 36                              | 27                              | 23                              |
| 巨龍年                          | 冒險篇章 《探險奇兵》           | Tombs of Terror                                                                  | 冒险模式                        | 2019年9月17日                   | 2021年3月30日                   | 0                               | 不適用                          | 不適用                          | 不適用                          | 不適用                          |
| 巨龍年                          | 《》                            | Descent of Dragons (Dragons, DoD)                                                | 擴展包                          | 2019年12月10日                  | 2021年3月30日                   | 140                             | 49                              | 36                              | 27                              | 28                              |
| 巨龍年                          | 冒險篇章 《葛拉克朗的覺醒》     | Galakrond's Awakening (Awakening, GA)                                            | 冒险模式                        | 2020年1月21日                   | 2021年3月30日                   | 35                              | 15                              | 12                              | 4                               | 4                               |
| 鳳凰年                          | 《惡魔獵人新兵》                | Demon Hunter Initiate (DH, Initiate)                                             | 冒险模式                        | 2020年4月2日                    | 2022年4月12日                   | 20                              | 8                               | 6                               | 4                               | 2                               |
| 鳳凰年                          | 《外域之燼：伊利丹的崛起》      | Ashes of Outland (Ashes, AoO)                                                    | 擴展包                          | 2020年4月7日                    | 2022年4月12日                   | 135                             | 51                              | 35                              | 24                              | 25                              |
| 鳳凰年                          | 《》                            | Scholomance Academy (Scholomance, Scholo)                                        | 擴展包                          | 2020年8月6日                    | 2022年4月12日                   | 135                             | 52                              | 35                              | 24                              | 25                              |
| 鳳凰年                          | 《暗月馬戲團：古神也瘋狂》      | Madness at the Darkmoon Faire (DMF, Darkmoon Faire) with Darkmoon Races          | 擴展包                          | 2020年11月17日                  | 2022年4月12日                   | 135                             | 54                              | 32                              | 24                              | 25                              |
| 鳳凰年                          | 迷你系列 《暗月競速》           | Madness at the Darkmoon Faire (DMF, Darkmoon Faire) with Darkmoon Races          | 擴展包                          | 2021年1月22日                   | 2022年4月12日                   | 35                              | 16                              | 14                              | 1                               | 4                               |
| 獅鷲年                          | 核心2021                        | Core 2021 (Core)                                                                 | 核心                            | 2021年3月30日                   | 2022年4月12日                   | 235                             | 128                             | 55                              | 27                              | 25                              |
| 獅鷲年                          | 《貧瘠之地》                    | Forged in the Barrens (FitB, Barrens) with Wailing Caverns (WC)                  | 擴展包                          | 2021年3月30日                   | 2023年4月11日                   | 135                             | 50                              | 35                              | 25                              | 25                              |
| 獅鷲年                          | 迷你系列 《哀嚎洞穴》           | Forged in the Barrens (FitB, Barrens) with Wailing Caverns (WC)                  | 擴展包                          | 2021年6月4日                    | 2023年4月11日                   | 35                              | 16                              | 14                              | 1                               | 4                               |
| 獅鷲年                          | 《暴風城》                      | United in Stormwind (UiS, Stormwind) with Deadmines                              | 擴展包                          | 2021年8月3日                    | 2023年4月11日                   | 135                             | 50                              | 35                              | 25                              | 25                              |
| 獅鷲年                          | 迷你系列 《死亡礦坑》           | United in Stormwind (UiS, Stormwind) with Deadmines                              | 擴展包                          | 2021年11月3日                   | 2023年4月11日                   | 35                              | 16                              | 14                              | 1                               | 4                               |
| 獅鷲年                          | 《決戰奧山》                    | Fractured in Alterac Valley (FAV, Alterac Valley) with Onyxia's Lair             | 擴展包                          | 2021年12月7日                   | 2023年4月11日                   | 135                             | 50                              | 35                              | 25                              | 25                              |
| 獅鷲年                          | 迷你系列 《奧妮克希亞的巢穴》   | Fractured in Alterac Valley (FAV, Alterac Valley) with Onyxia's Lair             | 擴展包                          | 2022年2月16日                   | 2023年4月11日                   | 35                              | 16                              | 14                              | 1                               | 4                               |
| 多頭蛇年                        | 核心2022                        | Core 2022 (Core)                                                                 | 核心                            | 2022年4月12日                   | 2023年4月11日                   | 250                             | 130                             | 55                              | 29                              | 36                              |
| 多頭蛇年                        | 《海底歷險記》                  | Voyage to the Sunken City (VSC, TSC, Sunken City) with Throne of the Tides (ToT) | 擴展包                          | 2022年4月12日                   | 2024年3月19日                   | 135                             | 50                              | 35                              | 25                              | 25                              |
| 多頭蛇年                        | 迷你系列 《海潮王座》           | Voyage to the Sunken City (VSC, TSC, Sunken City) with Throne of the Tides (ToT) | 擴展包                          | 2022年6月2日                    | 2024年3月19日                   | 35                              | 16                              | 14                              | 1                               | 4                               |
| 多頭蛇年                        | 《納撒亞古堡懸案》              | Murder at Castle Nathria (Castle Nathria, MCN) with Maw and Disorder             | 擴展包                          | 2022年8月2日                    | 2024年3月19日                   | 135                             | 50                              | 35                              | 25                              | 25                              |
| 多頭蛇年                        | 迷你系列 《混亂淵喉》           | Murder at Castle Nathria (Castle Nathria, MCN) with Maw and Disorder             | 擴展包                          | 2022年9月28日                   | 2024年3月19日                   | 35                              | 16                              | 14                              | 1                               | 4                               |
| 多頭蛇年                        | 《進擊吧！巫妖王》              | March of the Lich King (MotLK) with Path of Arthas and Return to Naxxramas       | 擴展包                          | 2022年12月7日                   | 2024年3月19日                   | 171                             | 65                              | 46                              | 30                              | 30                              |
| 多頭蛇年                        | 迷你系列 《重返納克薩瑪斯》     | March of the Lich King (MotLK) with Path of Arthas and Return to Naxxramas       | 擴展包                          | 2023年2月15日                   | 2024年3月19日                   | 38                              | 16                              | 17                              | 1                               | 4                               |
| 嘯狼年                          | 核心2023                        | Core 2023 (Core)                                                                 | 核心                            | 2023年4月11日                   | 2024年3月19日                   | 283                             | 155                             | 58                              | 29                              | 41                              |
| 嘯狼年                          | 《傳說音樂祭》                  | Festival of Legends with Audiopocalypse                                          | 擴展包                          | 2023年4月11日                   | 2025年3月26日                   | 145                             | 53                              | 38                              | 27                              | 27                              |
| 嘯狼年                          | 迷你系列 《音樂啟示錄》         | Festival of Legends with Audiopocalypse                                          | 擴展包                          | 2023年6月1日                    | 2025年3月26日                   | 38                              | 16                              | 17                              | 1                               | 4                               |
| 嘯狼年                          | 《泰坦創世紀》                  | Titans with Fall of Ulduar                                                       | 擴展包                          | 2023年8月1日                    | 2025年3月26日                   | 145                             | 53                              | 38                              | 27                              | 27                              |
| 嘯狼年                          | 迷你系列 《奧杜亞之殞》         | Titans with Fall of Ulduar                                                       | 擴展包                          | 2023年9月20日                   | 2025年3月26日                   | 38                              | 16                              | 17                              | 1                               | 4                               |
| 嘯狼年                          | 《決戰荒蕪之地》                | Showdown in the Badlands with Delve into Deepholm                                | 擴展包                          | 2023年11月14日                  | 2025年3月26日                   | 145                             | 53                              | 38                              | 27                              | 27                              |
| 嘯狼年                          | 迷你系列 《勇闖地深之源》       | Showdown in the Badlands with Delve into Deepholm                                | 擴展包                          | 2024年1月19日                   | 2025年3月26日                   | 38                              | 16                              | 17                              | 1                               | 4                               |
| 天馬年                          | 核心2024                        | Core 2024 (Core)                                                                 | 核心                            | 2024年3月19日                   | 2025年3月26日                   | 288                             | 143                             | 65                              | 40                              | 40                              |
| 天馬年                          | 《》                            | Whizbang's Workshop with Dr. Booms Incredible Inventions                         | 擴展包                          | 2024年3月19日                   | 預計2026年公布                  | 145                             | 53                              | 38                              | 27                              | 27                              |
| 天馬年                          | 迷你系列 《爆爆博士的超讚發明》 | Whizbang's Workshop with Dr. Booms Incredible Inventions                         | 擴展包                          | 2024年5月15日                   | 預計2026年公布                  | 38                              | 16                              | 17                              | 1                               | 4                               |
| 天馬年                          | 《天堂島危機》                  | Perils in Paradise with The Traveling Travel Agency                              | 擴展包                          | 2024年7月24日                   | 預計2026年公布                  | 145                             | 53                              | 38                              | 27                              | 27                              |
| 天馬年                          | 迷你系列 《出遊旅行社》         | Perils in Paradise with The Traveling Travel Agency                              | 擴展包                          | 2024年9月11日                   | 預計2026年公布                  | 38                              | 16                              | 17                              | 1                               | 4                               |
| 天馬年                          | 《星外暗界》                    | The Great Dark Beyond with Heroes of Starcraft                                   | 擴展包                          | 2024年11月5日                   | 預計2026年公布                  | 145                             | 53                              | 38                              | 27                              | 27                              |
| 天馬年                          | 迷你系列 《》                   | The Great Dark Beyond with Heroes of Starcraft                                   | 擴展包                          | 2025年1月22日                   | 預計2026年公布                  | 49                              | 24                              | 20                              | 1                               | 4                               |
| 迅猛龍年                        | 核心2025                        | Core 2025 (Core)                                                                 | 核心                            | 2025年3月19日                   | 預計2026年公布                  | 288                             | 143                             | 65                              | 40                              | 40                              |
| 迅猛龍年                        | 《翡翠夢境》                    | The Emerald Dream with Embers of the World Tree                                  | 擴展包                          | 2025年3月26日                   | 預計2027年公布                  | 145                             | 53                              | 38                              | 27                              | 27                              |
| 迅猛龍年                        | 迷你系列 《世界之樹的餘燼》     | The Emerald Dream with Embers of the World Tree                                  | 擴展包                          | 2025年5月13日                   | 預計2027年公布                  | 38                              | 16                              | 16                              | 2                               | 4                               |
| 迅猛龍年                        | 《安戈洛迷城》                  | The Lost City of Un'Goro                                                         | 擴展包                          | 2025年7月9日                    | 預計2027年公布                  | 145                             | 53                              | 38                              | 27                              | 27                              |

## 關鍵字清單
| 關鍵字列表   | 關鍵字列表       | 關鍵字列表 | 關鍵字列表                 |
| 關鍵字       | 英語原文         | 文本解釋 | 備註                       |
| ------------ | ---------------- | --- | -------------------------- |
| 嘲諷         | Taunt            | 敵方手下必須先攻擊擁有嘲諷的手下。 |                            |
| 衝鋒         | Charge           | 手下進場可以立即發動攻擊。 |                            |
| 戰吼         | Battlecry        | 當你從手牌中使用該卡牌時，會觸發額外效果。 |                            |
| 死亡之聲     | Deathrattle      | 當該手下死亡時，會觸發額外效果。 |                            |
| 連擊         | Combo            | 若在本回合中已使用過其他卡牌，則會觸發額外效果。 |                            |
| 沉默         | Silence          | 移除該卡牌上的所有效果和增強。 |                            |
| 聖盾術       | Divine Shield    | 免疫第一次傷害。 |                            |
| 風怒         | Windfury         | 每個回合可以攻擊兩次。 |                            |
| 超級風怒     | Mega-Windfury    | 每個回合可以攻擊四次。 |                            |
| 二選一       | Choose One       | 可以選擇其中一個效果。 |                            |
| 潛行         | Stealth          | 除非此手下造成傷害，否則無法被指定為攻擊目標或法術目標。 |                            |
| 法術傷害     | Spell Damage     | 增加法術造成的傷害。 |                            |
| 凍結         | Freeze           | 目標失去下一次攻擊機會。 |                            |
| 劇毒         | Poisonous        | 任何受到此手下傷害的手下都會立即死亡。 |                            |
| 秘密         | Secret           | 在對手回合中，當特定事件發生時，觸發效果。 |                            |
| 免疫         | Immune           | 不會受到傷害。 |                            |
| 超載         | Overload         | 在你下個回合開始時，鎖定指定數量的法力水晶。 |                            |
| 召喚         | Summon           | 製造一個受你控制並有特定貢獻的生物。 |                            |
| 變形         | Transform        | 改變一隻手下變成為別的不可逆的東西。 |                            |
| 反制         | Counter          | 使敌人下一个释放的效果無效。 |                            |
| 飄渺         | Elusive          | 拥有扰魔关键词的随从或英雄无法成为法术或英雄技能的目标。於天馬年資料片《核心2024系列》成為關鍵字「飄渺」。 |                            |
| 武器         | Weapon           | 是一種獨特的卡牌類型，它可以裝備到你的英雄身上，並允許英雄在你的回合中進行攻擊。 |                            |
| 狂怒         | Enrage           | 最初以「狂怒」（Enrage）關鍵字存在，後於2018年3月移除，其文本改為「當受到傷害時，會獲得新能力」，且會持續存在。 |                            |
| 捨棄         | Discard          | 這棄牌效果是使卡牌从玩家手牌中移除的效果。被弃掉的牌会从游戏中移除，而不会激活亡语效果，這與超過手牌上限時抽牌會捨棄該卡的燒牌（Burn / mill）類似。 弃牌效果最常见于术士职业牌。 |                            |
| 疲勞         | Fatigue          | 指的是當玩家的牌庫抽完後，每回合開始時對自身造成的傷害。 這種傷害會隨著回合數增加，最終導致玩家生命值歸零而輸掉比賽。 疲勞機制的存在，讓遊戲在牌庫耗盡時，不會立刻結束，而是進入一個階段性的傷害累積，讓玩家有機會透過其他方式反敗為勝，或是意識到即將輸掉比賽。 |                            |
| 惡魔         | Demon            | 自遊戲初期就存在的手下類型。惡魔是術士職業的標誌性手下類型。 | 手下類型                   |
| 野獸         | Beast            | 自遊戲初期就存在的手下類型。獵人、德魯伊等職業常與野獸手下搭配。 | 手下類型                   |
| 龍類         | Dragon           | 自遊戲初期就存在的手下類型。有許多圍繞龍類主題的卡牌和效果。 | 手下類型                   |
| 魚人         | Murloc           | 自遊戲初期就存在的手下類型，以快速鋪場和互相增益為特色。 | 手下類型                   |
| 圖騰         | Totem            | 手下類型首發於薩滿英雄能力的召喚物。 | 手下類型                   |
| 機械         | Mech             | 在 《哥哥打地地》 資料片（2014年12月）中首次作為主要機制推出。 | 手下類型                   |
| 海盜         | Pirate           | 在 《黑街英雄之加基森風雲》 資料片（2016年12月）中被大量引入，並在此之前也有零星的卡牌。 | 手下類型                   |
| 元素         | Elemental        | 在 《安戈洛迷城》 資料片（2017年4月）中作為主要手下類型被強調和推出大量卡牌，但在此之前也有少數卡牌被歸類為元素。 | 手下類型                   |
| 決鬥         | Joust            | 雙方玩家（你和你的對手）各自從自己的牌堆中揭示一張手下牌。比較這兩張揭示的手下牌的法力消耗。如果你的手下法力消耗等於或大於對手的手下法力消耗，則「決鬥」效果會成功觸發，並啟動卡牌上標示的額外效果。無論結果如何，這兩張揭示的手下牌都會被洗回各自的牌堆中。決鬥可以透過其他能力觸發，最常見的是戰吼。此外，決鬥並非官方關鍵字，而是「從每副牌庫中展示一張『卡牌』。如果你的卡牌法力值更高，則『次要效果』。」的卡片文本。 | 《銀白聯賽》               |
| 激勵         | Inspire          | 使用英雄技能時，觸發額外效果。 | 《銀白聯賽》               |
| 發現         | Discover         | 從三張隨機卡牌中選擇一張加入你的手牌。 | 《探險者協會》             |
| 進化         | Evolve           | 當一個手下被「進化」時，它會被摧毀，然後立即召喚一個法力消耗高一點的隨機手下來取代它的位置。 | 《古神碎碎念》             |
| 退化         | Devolve          | 當一個手下被「退化」時，它會被摧毀，然後立即召喚一個法力消耗少一點的隨機手下來取代它的位置。 | 《古神碎碎念》             |
| 黑謀會       | Kabal            | 陣營牌之一，限制職業構築於法師、術士、牧師。 | 《黑街英雄之加基森風雲》   |
| 汙手黨       | Grimy Goons      | 陣營牌之一，限制職業構築於聖騎士、獵人、戰士。 | 《黑街英雄之加基森風雲》   |
| 玉蓮幫       | Jade Lotus       | 陣營牌之一，限制職業構築於德魯伊、薩滿、盜賊。 | 《黑街英雄之加基森風雲》   |
| 任務         | Quest            | 一種特殊的傳說法術卡牌類型，它們在遊戲開始時會直接從你的牌堆中發動並顯示在你的英雄頭像上方。每個任務卡牌都有一個特定的條件，當你達成這個條件時，你就會獲得一個強大的獎勵。 | 《安戈洛歷險記》           |
| 演化         | Adapt            | 从10个演化效果中随机展示3个，玩家需要从3个效果中挑选1个，然后目标手下获得该进化效果。 | 《安戈洛歷險記》           |
| 生命竊取     | Lifesteal        | 造成傷害的同時，治療你的英雄等量的生命值。 | 《冰封王座》               |
| 英雄卡       | Hero Card        | 全新的卡牌類型。打出時將變身成另一位英雄，並獲得新的英雄能力。 | 《冰封王座》               |
| 號召         | Recruit          | 當一張卡牌帶有「號召」效果時，它會從你的牌堆中隨機召喚一個手下到你的戰場上。 | 《狗頭人與地下城》         |
| 回音         | Echo             | 擁有回音的卡牌在同一回合可以重複被打出，只要你有足夠的法力負擔。 | 《黑巫森林》               |
| 衝刺         | Rush             | 此手下能在打出後的當回合攻擊敵方手下。 | 《黑巫森林》               |
| 合體         | Magnetic         | 如果此機械手下打在另一個機械手下左邊，它們會合而為一。 | 《爆爆計畫》               |
| 滅殺         | Overkill         | 對敵方手下造成超過其剩餘生命值的傷害並將其消滅時，就會觸發一個額外效果。 | 《拉斯塔哈大混戰》         |
| 雙生法術     | Twinspell        | 當你使用一張帶有「雙生法術」關鍵字的法術牌時，它的效果會正常發動，然後這張法術牌的複製體會自動回到你的手牌中。這個複製體將不再帶有「雙生法術」這個關鍵字。 | 《反派大進擊》             |
| 重生         | Reborn           | 帶有重生關鍵字的手下第一次被摧毀時會死而復生，不過生命值只會剩1 點。 | 《奧丹姆守護者》           |
| 祈求         | Invoke           | 它首次在《降臨！遠古巨龍》資料片中登場，與資料片主題「葛拉克朗」息息相關的機制，聯盟邪惡陣線（League of E.V.I.L.）的五個職業牧師、盜賊、薩滿、術士、戰士各獲得了一張傳說卡牌「葛拉克朗」的變體。 | 《降臨！遠古巨龍》         |
| 支線任務     | Sidequest        | 支線任務卡牌類似於傳統的「任務」卡牌，其非傳說卡牌、單次回報、不佔開局手牌等差異。 | 《降臨！遠古巨龍》         |
| 惡魔獵人     | Demon Hunter     | 《爐石戰記》推出的第10個職業，以及惡魔獵人的職業牌。 | 《外域之燼：伊利丹的崛起》 |
| 流放         | Outcast          | 當一張帶有「流放」關鍵字的卡牌在你手牌中最左邊或最右邊時，它就會觸發額外的效果。 | 《外域之燼：伊利丹的崛起》 |
| 休眠         | Dormant          | 描述手下在場上的特殊狀態。當一個手下進入休眠狀態時，它會被暫時移除出戰局，直到特定條件達成或經過指定的回合數後才會「甦醒」。 | 《外域之燼：伊利丹的崛起》 |
| 至尊         | Supreme          | 「至尊」並非一個獨立的關鍵字機制，而是一個特定的稱號。最初是惡魔獵人獨有的，並且與其「流放」機制緊密結合。然而，隨著後續資料片的推出，這個命名慣例已經被擴展到其他職業，用來標示某些極為強大、擁有特殊入場條件或效果的傳說手下。 | 《外域之燼：伊利丹的崛起》 |
| 被囚禁的惡魔 | Imprisoned Demon | 「被囚禁的惡魔」的機制特色：這些手下最大的特色就是擁有「休眠」關鍵字。 | 《外域之燼：伊利丹的崛起》 |
| 法術爆發     | Spellburst       | 在玩家打出一张法术牌后触发，只能触发一次。若手下在法术结算过程中死亡，则不会触发效果。 | 《通靈學院》               |
| 腐化         | Corrupt          | 當你手牌中帶有「腐化」關鍵字的卡牌，並且你打出了一張法力消耗更高的卡牌時，這張手牌中的「腐化」卡牌就會被強化，其數值或效果會變得更強大。 | 《暗月馬戲團：古神也瘋狂》 |
| 寶藏         | Blood Gem        | 是一種特殊的法術牌，它與野豬人手下類型緊密相關。它首次作為主要機制登場於 《貧瘠之地》資料片（2021年3月），並在下個資料片《暴風城》中獲得進一步的強化。 | 《貧瘠之地》               |
| 野豬人       | Quilboar         | 《爐石戰記》新推出的手下類型，並在下個資料片《暴風城》中進一步強化。野豬人通常與「寶藏」機制相關聯，會生成或利用這種可以提供增益的特殊法術。 | 《貧瘠之地》               |
| 盛怒         | Frenzy           | 當此手下在承受傷害後存活下來，會觸發一次性的效果。「盛怒」（Frenzy）於《貧瘠之地》成為關鍵字。 | 《貧瘠之地》               |
| 任務線       | Questline        | 將一個大型任務分成三個階段，完成每個階段會獲得小獎勵，完成全部階段後獲得一個強大的最終獎勵（通常是英雄卡）。 | 《暴風城》                 |
| 可更換       | Tradeable        | 當你手牌中有一張帶有「可更換」關鍵字的卡牌時，你可以選擇花費 1 點法力 將它洗回你的牌堆，然後立即從牌堆中抽一張新的牌。 | 《暴風城》                 |
| 職業工具     | Profession Tools | 每個職業都獲得了一張與其「專業技能」相關的傳說武器。 | 《暴風城》                 |
| 榮譽擊殺     | Honorable Kill   | 當你使用一張帶有「榮譽擊殺」關鍵字的卡牌，對敵方手下造成剛好等於其剩餘生命值的傷害並將其擊敗時，就會觸發一個額外效果。 | 《決戰奧山》               |
| 打撈         | Dredge           | 當你使用一張帶有「打撈」效果的卡牌時，它會讓你檢視牌堆最底下的三張卡牌。然後，你可以從這三張牌中選擇一張，將它移到你的牌堆最上方。剩下的兩張牌則保持在牌堆最底部。 | 《海底歷險記》             |
| 巨型         | Colossal         | 帶有「巨型」關鍵字的手下，當你將它從手牌打出時，除了手下本身之外，還會額外召喚一些與它身體部位相關的附屬手下到你的戰場上。這些附屬手下通常有獨特的效果或屬性，並且是不可收集的（無法單獨放入牌組）。 | 《海底歷險記》             |
| 納迦         | Naga             | 《爐石戰記》新推出的手下類型。納迦手下通常與「施放法術」有關，當玩家施放法術後，手牌中的納迦會獲得額外效果。 | 《海底歷險記》             |
| 灌注         | Infuse           | 當一張帶有「灌注」關鍵字的卡牌在你的手中時，它會根據你友方手下死亡的數量來積累「灌注」進度，當特定數量的友方手下死亡時，這張卡牌就會在你的手中獲得強化。 | 《納撒亞古堡懸案》         |
| 無盡灌注     | Endlessly Infuse | 指不設強化上限的「灌注」卡牌。 | 《納撒亞古堡懸案》         |
| 地點         | Locations        | 全新的卡牌類型。和手下一樣，首次打出地點時將會消耗些許法力，除非遇到可對地點造成影響的卡牌，否則它們不會受到傷害或被摧毀。地點帶有可以啟動的效果，可在你的回合中使用。每一次啟動地點的效果都會使它損失耐久度，並且在該回合及你的下一回合中都不能再次使用。 | 《納撒亞古堡懸案》         |
| 死亡騎士     | Death Knight     | 《爐石戰記》推出的第11個職業，以及死亡騎士的職業牌。 | 《進擊吧！巫妖王》         |
| 屍體         | Corpse           | 「屍體」是死亡騎士專屬的一種資源，類似於其他職業使用的法力水晶或戰士的護甲。當遊戲中友方或敵方的手下死亡時，你的屍體數量就會增加。 | 《進擊吧！巫妖王》         |
| 不死族       | Undead           | 《爐石戰記》新推出的手下類型，隨著死亡騎士職業的推出而登場。不死族手下通常與「屍體」機制、復活或死亡效果相關聯。於此資料片推出雙類型的手下，而不死族手下許多具有雙類型（例如：不死族/野獸）。 | 《進擊吧！巫妖王》         |
| 法力渴求     | Manathrist       | 當你擁有或使用足夠的法力水晶時，此卡牌獲得強化。 | 《進擊吧！巫妖王》         |
| 終曲         | Finale           | 若你用盡了剩餘的法力來打出此卡牌，觸發特殊效果。 | 《傳說音樂祭》             |
| 溢療         | Overheal         | 你對一個手下施放治療法術或效果。如果這個手下的生命值已經是滿的，或者治療量高於它還能恢復的生命值，多出來的治療量就是「溢療」。如果該卡牌有「溢療」關鍵字，並且你成功觸發了溢療，卡牌上的額外效果就會啟動。 | 《傳說音樂祭》             |
| 鑄造         | Forge            | 消耗兩點法力，將此卡牌升級為更強化的版本。 | 《泰坦創世紀》             |
| 泰坦         | Titan            | 擁有三個可啟用的強力技能，每個技能只能使用一次。 | 《泰坦創世紀》             |
| 挖掘         | Excavate         | 獲得一個寶藏。多次挖掘後可以獲得更強力的寶藏。 | 《決戰荒蕪之地》           |
| 快手         | Quickdraw        | 如果此卡牌在你抽到的同一個回合被打出，觸發一次效果。 | 《決戰荒蕪之地》           |
| 微縮         | Miniaturize      | 當你打出一張帶有「微縮」關鍵字的卡牌時，你會獲得一張它「縮小」的複製品到你手中。 | 《威茲邦的工作坊》         |
| 縮小         | Mini             | 法力消耗固定為1點。體質固定為1/1。保留原始卡牌的效果。但「縮小」本身不具有任何效果，僅用於提示這是一張由「微縮」卡牌衍生的複製品，且它不能再次觸發「微縮」效果。 | 《威茲邦的工作坊》         |
| 放大         | Gigantify        | 當你打出一張帶有「放大」的卡牌時，你會獲得一張它「巨大」的複製品到你手中。 | 《威茲邦的工作坊》         |
| 巨大         | Gigantic         | 法力消耗固定為8點。體質固定為8/8。保留原始卡牌的效果。但「巨大」本身不具有任何效果，僅用於提示這是一張由「放大」卡牌衍生的複製品，且它不能再次觸發「放大」效果。 | 《威茲邦的工作坊》         |
| 遊客         | Tourist          | 在套牌中加入遊客，就會立刻在構築套牌介面中新增該遊客目的地職業的《天堂島危機》卡牌，讓你能將第二個職業的卡牌加入套牌中，就像你的主職業一樣。 | 《天堂島危機》             |
| 暫時         | Temporary        | 於《天堂島危機》成為關鍵字，代表「這張牌會在你的回合結束時捨棄。」這主要是僅限於文字的更動，不會改變任何現存卡牌的功能。 | 《天堂島危機》             |
| 星艦         | Starship         | 可將星艦組件（Starship Piece）當成一般手下打出，而當星艦組件死亡，其體質和效果都會新增至你打造的星艦上。等到打造好完美的星艦，點擊按鈕（消耗5点法力值）就能將它直接發射至牌桌上。死亡騎士、惡魔獵人、德魯伊、獵人、盜賊和術士六種職業專用的星艦卡牌。 | 《星外暗界》               |
| 德萊尼       | Draenei          | 《爐石戰記》新推出的手下類型。 | 《星外暗界》               |
| 人族         | Terran           | 陣營牌之一，限制職業構築於聖騎士、薩滿和戰士。 | 《星外暗界》               |
| 神族         | Protoss          | 陣營牌之一，限制職業構築於德魯伊、法師、牧師和盜賊。 | 《星外暗界》               |
| 蟲族         | Zerg             | 陣營牌之一，限制職業構築於死亡騎士、惡魔獵人、獵人和術士。 | 《星外暗界》               |
| 注能         | Imbue            | 德魯伊、獵人、法師、聖騎士、牧師及薩滿等上述職業，首次打出注能卡牌時將得到每個職業專屬的全新注能英雄能力。每次獲得注能時，其文字敘述中的所有數值都會提升 1，使英雄們在戰鬥中越戰越強。 | 《翡翠夢境》               |
| 黑暗贈禮     | Dark Gift        | 死亡騎士、惡魔獵人、盜賊、術士和戰士等上述職業，能夠利用黑暗贈禮強化擁有特定發現選項的手下。 | 《翡翠夢境》               |
| 同類         | Kindred          | 若玩家在前一回合打出過相同手下類型或法術系別的卡牌，具有「同類」關鍵字的卡牌便會獲得加成效果。 | 《安戈洛迷城》             |